# ノムラメディアス
株式会社ノムラメディアス（英: NOMURA MEDIAS Co., Ltd.）は、ディスプレイデザイン会社の最大手「株式会社乃村工藝社」の100%出資子会社。

## 概要
親会社・乃村工藝社の制作した展示演出装置のメンテナンス機能として、乃村工藝社内の技術サポート部門である「クリエイティブエンジニアリング」という部署が、1995年（平成7年）に「ノムラテクノ株式会社」として分離独立して発足した会社。
展示業界内においては、実質的に業界唯一の「展示演出装置系メンテナンス＋展示演出装置、造形演出、展示情報技術などの設計制作機能」のトータルサポート企業である。乃村工藝社グループで施工した物件に留まらず、他社施工のメンテナンスや独自商品の販売なども行っている。
2017年（平成29年）中華人民共和国深圳市に本社を置くAbsenのLEDビジョン販売パートナーとなる。
2018年（平成30年）3月に東京都江東区新木場から港区台場に移転。
2022年（令和4年）3月、ノムラデュオ、ノムラデベロップメントを吸収合併し、株式会社ノムラメディアスに商号変更した。